# واسیلیس کوکلانی
واسیلیس کوی کلانی (انگلیسی: Vassilis Koukalani, یونانی: Βασίλης Κουκαλάνι؛ زادهٔ ۱۹۶۹ (۵۵–۵۶ سال) در مشهد،ایران پهلوی) بازیگر ایرانی-یونانی و ساکن کشور آلمان است. وی در سال ۱۹۶۹ در آلمان، از پدری ایرانی و مادری یونانی زاده شد. او در سال ۱۹۸۰ و در پی حوادث ۱۳۵۷ در ایران از تهران به آتن مهاجرت کرد. این هنرمند از سال ۱۹۹۹ میلادی تاکنون مشغول فعالیت بوده‌است.

## قسمتی از فیلم‌شناسی
- عروس‌ها- ۲۰۰۴
- یک داستان سبز- ۲۰۱۲
- دهمین روز- ۲۰۱۲
- گل سرخ- ۲۰۱۴
- آخرین نوشته- ۲۰۱۷
- تهران (مجموعه تلویزیونی)- ۲۰۲۰
- قندهار- ۲۰۲۳
- فرشته‌های کثیف- ۲۰۲۴